# Balthasar Schwarm
Balthasar Schwarm (Berchtesgaden, 11 settembre 1946) è un ex slittinista tedesco occidentale.
Dopo la riunificazione della Germania (1990), ha acquisito la cittadinanza tedesca.

## Biografia
Esordì in Coppa del Mondo nella sua stagione d'esordio del 1977/78, conquistando subito il primo podio il 4 dicembre 1977 nel doppio a Königssee (3°) in coppia con Hans Brandner, con il quale ha condiviso anche tutti i suoi altri risultati nella specialità biposto, e la prima vittoria il 29 gennaio 1979 sempre nel doppio ad Igls. In classifica generale, come miglior risultato, si piazzò al secondo posto nella specialità del doppio nel 1977/78.
Prese parte a tre edizioni dei Giochi olimpici invernali, esclusivamente nel doppio: a Sapporo 1972 ottenne la quinta posizione, ad Innsbruck 1976 conquistò la medaglia d'argento ed a Lake Placid 1980, in quella che fu la sua ultima gara a livello internazionale, giunse settimo.
Ai campionati mondiali ottenne una medaglia d'oro ed una di bronzo nel doppio, rispettivamente a Königssee 1979 e ad Igls 1977. Nelle rassegne continentali vinse una medaglia d'oro, una d'argento e due di bronzo nel doppio.

## Palmarès

### Olimpiadi
- 1 medaglia:
  - 1 argento (doppio ad Innsbruck 1976).

### Mondiali
- 2 medaglie:
  - 1 oro (doppio a Königssee 1979);
  - 1 bronzo (doppio ad Igls 1977).

### Europei
- 4 medaglie:
  - 1 oro (doppio a Königssee 1977);
  - 1 argento (doppio a Königssee 1972);
  - 2 bronzi (doppio a Königssee 1973; doppio a Valdaora 1980).

### Coppa del Mondo
- Miglior piazzamento in classifica generale nel doppio: 2° nel 1977/78.
- 4 podi (tutti nel doppio):
  - 3 vittorie;
  - 1 terzo posto.

#### Coppa del Mondo - vittorie
| Data             | Luogo      | Paese          | Disciplina               |
| ---------------- | ---------- | -------------- | ------------------------ |
| 29 gennaio 1978  | Igls       | Austria        | Doppio con Hans Brandner |
| 18 febbraio 1979 | Igls       | Austria        | Doppio con Hans Brandner |
| 4 marzo 1979     | Winterberg | Germania Ovest | Doppio con Hans Brandner |